# Maʿan

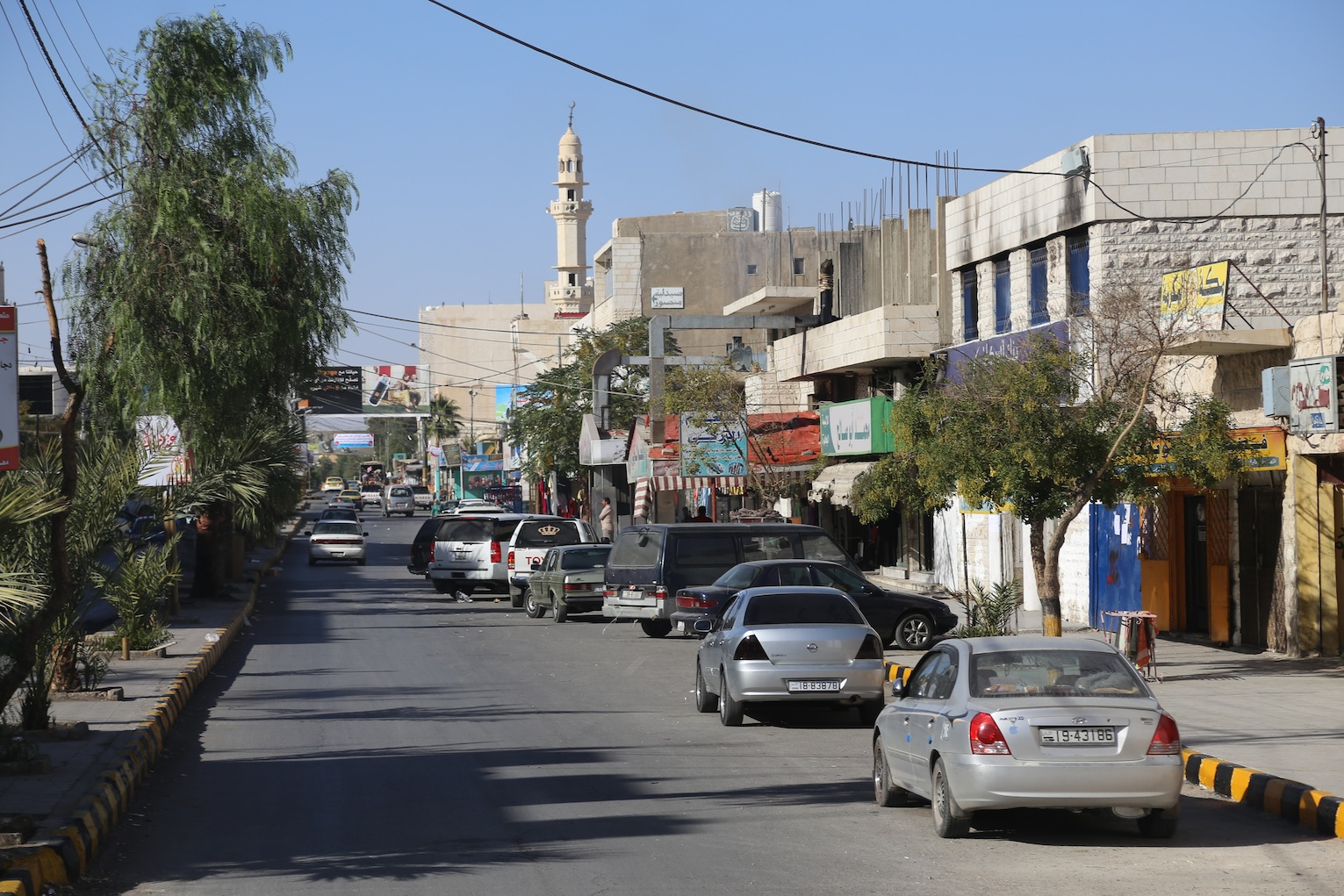
Maʿan (2014)

Maʿan (maˈaːn, arabisch معان, DMG Maʿān) ist eine Stadt in Jordanien. Sie ist die Hauptstadt des gleichnamigen Gouvernements im Süden des Landes. Es existiert eine antike Stadt mit gleichem Namen im Südwesten der modernen Stadt. Maʿan ist Station des noch in Betrieb befindlichen Teilstücks der Hedschasbahn.
Maʿan ist ein wichtiger Umschlagplatz entlang der alten Handelswege, die von Ägypten über den Sinai oder vom Hedschas im westlichen Saudi-Arabien kommend nach Syrien führen.

## Geschichte
Der Ort war ursprünglich nicht ganzjährig bewohnt. Im Jahre 1579 wurde Maʿan Sitz des Sandschaks Maʿan, eine der Sandschak genannten osmanischen Verwaltungsgliederungen. Das Sandschak Maʿan gehörte zum osmanischen Eyâlet asch-Scham. Mitte 1895 verlegte die Hohe Pforte den Verwaltungssitz nach al-Karak, entsprechend änderte sich auch der Name des Sandschaks, seinerzeit Teil des osmanischen Vilâyets Syrien. Es bestand bis zum Ende des Osmanischen Reichs.  
Um 1897 bestand der Oasenort aus esh-Shamiyeh im Norden und dem fast einen Kilometer entfernten el-Hedjaziyeh im Süden. Die Gärten und Wohnhäuser waren von hohen Mauern umgeben. Dattelpalmenzucht und Obstanbau waren wichtige Erwerbszweige. Jährlich profitierte der Ort auf der Linie Damaskus–Mekka von den Pilgerreisenden auf der Haddsch. Maʿan wurde eine wichtige Station der Hedschasbahn. In Hedjaziyeh gab es Läden. Der deutsche Eisenbahningenieur Heinrich August Meißner, Meißner Pascha genannt, lebte zeitweise in dem Ort an der in Kanäle geleiteten Quelle ʿAin Kalbi. Zu seiner Zeit wurden in Maʿan Reparaturwerkstätten und Kohlenlager errichtet. Die Dachziegel für den Bau von zwölf Gebäuden wurden aus Marseille angeliefert. Um das Jahr 1907 gab es zudem bereits ein Hotel für Reisende nach Petra und seit einigen Jahren eine Karawanserei der osmanischen Armee für den lokalen Kaymakam und dessen kurdische und tscherkessische Untergebene, die Zaptié, welche laut einem Reisebericht der École biblique de Jérusalem von 1897 die Bevölkerung drangsalierten.
Im Ersten Weltkrieg kämpfte sich die Arabische Revolte als antiosmanischer Aufstand im Bündnis mit der Triple Entente aus dem Hedschas kommend im Sommer 1917 bis Maʿan vor. Die Aufständischen rückten mit T. E. Lawrence von Arabien bis Oktober 1918 bis Damaskus vor, wo sie später das Königreich Syrien ausriefen mit Faisal I. als König. Die Franzosen stürzten Faisal 1920, britisches Militär hatte inzwischen das Sandschak al-Karak als Teil der Besatzungszone Occupied Enemy Territory Administration South (OETA South) eingenommen. Faisals Bruder Abdallah ibn Husain I. sammelte im väterlichen Königreich Hedschas 1.200 Mann Truppen, mit denen er gen Damaskus vorrückte, um die Vertreibung seines Bruders Faisal durch die Franzosen zu rächen, in Maʿan stoppten ihn am 10. November des Jahres die Briten.

## Wirtschaft
Die Land Rover Ma'an Assembly Plant ist ein im Industriegebiet der Stadt Maʿan im Oktober 2000 gegründetes Joint-Venture der Marke Land Rover mit der Shahin Group.

## Klimatabelle
|                       | Jan  | Feb  | Mär  | Apr  | Mai  | Jun  | Jul  | Aug  | Sep  | Okt  | Nov  | Dez  |   |      |
| Mittl. Tagesmax. (°C) | 13,4 | 15,4 | 19,0 | 24,2 | 28,7 | 32,4 | 33,9 | 34,1 | 32,3 | 27,2 | 20,3 | 15,1 | ⌀ | 24,7 |
| Mittl. Tagesmin. (°C) | 1,6  | 2,8  | 5,3  | 9,5  | 13,0 | 15,6 | 17,2 | 17,2 | 15,4 | 11,7 | 6,8  | 3,0  | ⌀ | 10   |
|                       |      |      |      |      |      |      |      |      |      |      |      |      |   |      |
| Niederschlag (mm)     | 7    | 7    | 7    | 4    | 2    | 0    | 0    | 0    | 0    | 4    | 4    | 8    | Σ | 43   |
|                       |      |      |      |      |      |      |      |      |      |      |      |      |   |      |
| Sonnenstunden (h/d)   | 7,4  | 8,1  | 8,5  | 9,0  | 10,4 | 12,3 | 12,4 | 11,8 | 10,6 | 9,4  | 8,2  | 7,2  | ⌀ | 9,6  |
|                       |      |      |      |      |      |      |      |      |      |      |      |      |   |      |
| Regentage (d)         | 2    | 1    | 2    | 1    | 0    | 0    | 0    | 0    | 0    | 1    | 1    | 2    | Σ | 10   |
|                       |      |      |      |      |      |      |      |      |      |      |      |      |   |      |
| Luftfeuchtigkeit (%)  | 62   | 59   | 52   | 44   | 39   | 39   | 41   | 42   | 43   | 47   | 55   | 63   | ⌀ | 48,8 |

| 1,6 |

| 2,8 |

| 5,3 |

| 9,5 |

| 13,0 |

| 15,6 |

| 17,2 |

| 17,2 |

| 15,4 |

| 11,7 |

| 6,8 |

| 3,0 |

| 1,6 |

| 2,8 |

| 5,3 |

| 9,5 |

| 13,0 |

| 15,6 |

| 17,2 |

| 17,2 |

| 15,4 |

| 11,7 |

| 6,8 |

| 3,0 |